# Lista de prêmios e indicações recebidos por Muse
Esta é a lista dos principais prêmios e indicações que a banda inglesa Muse recebeu. O grupo, formado em Teignmouth, Devon, é composto por Matthew Bellamy (vocal, guitarra, piano), Christopher Wolstenholme (baixo, backing vocal) e Dominic Howard (bateria).

## American Music Awards
O American Music Awards é um prêmio anual criado por Dick Clark em 1973. Muse recebeu um AMA em uma nomeação.
| Ano  | Nomeado | Categoria                                                | Resultado |
| ---- | ------- | -------------------------------------------------------- | --------- |
| 2010 | Muse    | Favorite Alternative Artist (Melhor Artista Alternativo) | Vencedor  |

## BRIT Awards
O BRIT Awards é uma premiação anual da indústria fonográfica britânica. Muse ganhou 2 prêmios em 10 nomeações.
| Ano  | Nomeado                   | Categoria                                         | Resultado |
| ---- | ------------------------- | ------------------------------------------------- | --------- |
| 2001 | Muse                      | Best British Newcomer (Banda revelação britãnica) | Nomeado   |
| 2004 | Muse                      | Best Rock Act (Melhor performance de rock)        | Nomeado   |
| 2005 | Muse                      | Best Rock Act (Melhor performance de rock)        | Vencedor  |
| 2007 | Muse                      | Best British Group (Melhor grupo britânico)       | Nomeado   |
| 2007 | Muse                      | Best Live Act (Melhor performance ao vivo)        | Vencedor  |
| 2007 | Black Holes & Revelations | Best British Album (Melhor álbum britânico)       | Nomeado   |
| 2008 | Muse                      | Best Live Act (Melhor performance ao vivo)        | Nomeado   |
| 2010 | Muse                      | Best British Group (Melhor banda britânica)       | Nomeado   |
| 2013 | Muse                      | Best British Group (Melhor grupo britânico)       | Nomeado   |
| 2013 | Muse                      | Best Live Act (Melhor performance ao vivo)        | Nomeado   |

## Grammy Awards
O Grammy Awards é o principal prêmio da indústria fonográfica prêmio anual. Muse recebeu um prêmio em cinco nomeações.
| Ano  | Nomeado             | Categoria                                                                                             | Resultado |
| ---- | ------------------- | --- | --------- |
| 2011 | The Resistance      | Best Rock Album (Melhor Álbum de Rock)                                                                | Vencedor  |
| 2011 | "Resistance"        | Best Rock Performance by a Duo or Group with Vocals (Melhor Performance por Grupo ou Dueto com vocal) | Nomeado   |
| 2011 | "Resistance"        | Best Rock Song (Melhor Canção de Rock)                                                                | Nomeado   |
| 2013 | The 2nd Law         | Best Rock Album (Melhor Álbum de Rock)                                                                | Nomeado   |
| 2013 | "Madness"           | Best Rock Song (Melhor Canção de Rock)                                                                | Nomeado   |
| 2014 | "Panic Station"     | Best Rock Song (Melhor Canção de Rock)                                                                | Nomeado   |
| 2016 | Drones              | Best Rock Album (Melhor Álbum de Rock)                                                                | Vencedor  |
| 2023 | "Kill Or Be Killed" | Best Metal Performance (Melhor Performance de Metal)                                                  | Pendente  |

## Kerrang! Awards
O Kerrang! Awards é um prêmio anual dado pela revista britânica Kerrang!. Muse levou 4 prêmios em 10 nomeações por essa revista.
| Ano  | Nomeado    | Categoria                                                    | Resultado |
| ---- | ---------- | ------------------------------------------------------------ | --------- |
| 2001 | Muse       | Best British Band (Melhor banda britânica)                   | Vencedor  |
| 2002 | Muse       | Best British Live Act (Melhor performance britânica ao vivo) | Vencedor  |
| 2002 | Muse       | Best British Band (Melhor banda britânica)                   | Nomeado   |
| 2003 | Muse       | Best British Band (Melhor banda britânica)                   | Nomeado   |
| 2004 | Absolution | Best Album (Melhor álbum)                                    | Vencedor  |
| 2004 | Muse       | Best British Band (Melhor banda britânica)                   | Nomeado   |
| 2004 | Muse       | Best Live Band (Melhor banda ao vivo)                        | Nomeado   |
| 2006 | Muse       | Best Live Act (Melhor performance ao vivo)                   | Vencedor  |
| 2007 | Muse       | Best Live Band (Melhor banda ao vivo)                        | Nomeado   |
| 2007 | Muse       | Best British Band (Melhor banda britânica)                   | Nomeado   |

## Prêmio Mercury
Em 2006, Muse foi nomeado ao Mercury Prize pelo álbum Black Holes and Revelations.
| Ano  | Nomeado                     | Categoria     | Resultado |
| ---- | --------------------------- | ------------- | --------- |
| 2006 | Black Holes and Revelations | Mercury Prize | Nomeado   |

## Meteor Music Awards
O Meteor Music Awards é um prêmio irlandes dado por uma empresa de Celular Meteor. A banda Muse foi nomeada três vezes e venceu um prêmio.
| Ano  | Nomeado                   | Categoria                                                                      | Resultado |
| ---- | ------------------------- | ------------------------------------------------------------------------------ | --------- |
| 2007 | Black Holes & Revelations | Best International Album (Melhor álbum internacional)                          | Nomeado   |
| 2007 | Muse                      | Best International Band (Melhor banda internacional)                           | Nomeado   |
| 2008 | Oxegen 2007               | Best International Live Performance (Melhor performance internacional ao vivo) | Vencedor  |

## MTV Video Music Awards
O MTV Video Music Awards é um prêmio anual dado pela MTV desde 1984. Muse recebeu um troféu em duas nomeações.
| Ano  | Nomeado  | Categoria                                         | Resultado |
| ---- | -------- | ------------------------------------------------- | --------- |
| 2010 | Uprising | Best Special Effects (Melhores Efeitos Especiais) | Venceu    |
| 2010 | Uprising | Best Rock Video (Melhor video de Rock)            | Indicado  |

## MTV Asia Awards
O prêmio MTV Asia Awards, dado duas vezes ao ano, é o equivalente australiano MTV Australia Awards. Muse já ganhou um prêmio desses.
| Ano  | Nomeado        | Categoria           | Resultado |
| ---- | -------------- | ------------------- | --------- |
| 2008 | Asia Tour 2007 | Bring Da House Down | Vencedor  |

## MTV Europe Music Awards
O MTV Europe Music Awards é um prêmio anual dado desde 1994 pela MTV Europa. Muse recebeu 6 prêmios em 11 nomeações.
| Ano  | Nomeado                   | Categoria                                                        | Resultado |
| ---- | ------------------------- | ---------------------------------------------------------------- | --------- |
| 2004 | Muse                      | Best Alternative Act (Melhor performance alternativa)            | Vencedor  |
| 2004 | Muse                      | Best UK & Irish Act (Melhor performance inglesa ou irlandesa)    | Vencedor  |
| 2006 | Black Holes & Revelations | Best Album (Melhor álbum)                                        | Nomeado   |
| 2006 | Muse                      | Best Alternative Act (Melhor performance alternativa)            | Vencedor  |
| 2007 | Muse                      | Headliner                                                        | Vencedor  |
| 2007 | Muse                      | Best UK & Irish Act (Melhor performance inglesa ou irlandesa)    | Vencedor  |
| 2009 | Muse                      | Best Alternative Act (Melhor performance alternativa)            | Nomeado   |
| 2010 | Muse                      | Best Rock Act (Melhor performance de rock)                       | Nomeado   |
| 2010 | Muse                      | Best Live Act (Melhor performance ao vivo)                       | Nomeado   |
| 2010 | Muse                      | Best World Stage Performance (Melhor performance do World Stage) | Nomeado   |
| 2012 | Muse                      | Best Rock Act (Melhor performance de rock)                       | Nomeado   |
| 2012 | Muse                      | Best Live Act (Melhor performance ao vivo)                       | Nomeado   |
| 2019 | Muse                      | Best World Stage (Melhor World Stage)                            | Vencedor  |

## mtvU Woodie Awards
O mtvU Woodie Awards são um prêmio anual do canal de música americano mtvU. Muse recebeu 1 prêmio em 3 nomeações.
| Ano  | Nomeado | Categoria                                              | Resultado |
| ---- | ------- | ------------------------------------------------------ | --------- |
| 2005 | Muse    | Best Live Woodie (Melhor performance ao vivo)          | Nomeado   |
| 2005 | Muse    | Best International Woodie (Melhor banda internacional) | Nomeado   |
| 2007 | Muse    | Best Performing Woodie (Melhor performance)            | Vencedor  |

## NME Awards
O NME Awards é um prêmio anual dado pela conceituada revista de música NME. Muse recebeu 11 prêmios em 28 nomeações.
| Ano  | Nomeado                    | Categoria                                     | Resultado |
| ---- | -------------------------- | --------------------------------------------- | --------- |
| 2000 | Muse                       | Best New Band (Melhor banda estreante)        | Vencedor  |
| 2002 | Origin of Symmetry         | Best Album (Melhor álbum)                     | Nomeado   |
| 2002 | Muse                       | Best Live Act (Melhor performance ao vivo)    | Nomeado   |
| 2005 | Muse                       | Best Live Band (Melhor banda ao vivo)         | Vencedor  |
| 2007 | Supermassive Black Hole    | Best Track (Melhor faixa)                     | Nomeado   |
| 2007 | Black Holes & Revelations  | Best Album (Melhor álbum)                     | Nomeado   |
| 2007 | Muse                       | Best Live Band (Melhor banda ao vivo)         | Nomeado   |
| 2007 | Muse                       | Best British Band (Melhor banda britânica)    | Vencedor  |
| 2008 | Wembley Stadium 2007       | Best Live Event (Melhor evento ao vivo)       | Nomeado   |
| 2008 | Muse                       | Best Live Band (Melhor banda ao vivo)         | Vencedor  |
| 2008 | Muse                       | Best British Band (Melhor banda britânica)    | Nomeado   |
| 2009 | Muse                       | Best British Band (Melhor banda britânica)    | Nomeado   |
| 2009 | HAARP                      | Best DVD (Melhor DVD)                         | Nomeado   |
| 2009 | HAARP                      | Best Album Artwork (Melhor capa de álbum)     | Vencedor  |
| 2009 | Muse                       | Best Live Band (Melhor banda ao vivo)         | Vencedor  |
| 2010 | Muse                       | Best British Band (Melhor banda britânica)    | Vencedor  |
| 2010 | Muse                       | Best Live Band (Melhor banda ao vivo)         | Nomeado   |
| 2010 | The Resistance             | Best Album (Melhor álbum)                     | Nomeado   |
| 2010 | The Resistance             | Best Album Artwork (Melhor desenho de capa)   | Nomeado   |
| 2010 | Muse.mu e twitter.com/muse | Best Band Blog (Melhor blog de uma banda)     | Nomeado   |
| 2010 | muse.mu                    | Best Website (Melhor site)                    | Vencedor  |
| 2010 | Muse at Teignmouth         | Best Live Event (Melhor evento ao vivo)       | Nomeado   |
| 2011 | Muse                       | Best British Band (Melhor banda britânica)    | Vencedor  |
| 2011 | Muse                       | Best Live Band (Melhor banda ao vivo)         | Nomeado   |
| 2012 | Muse                       | Best British Band (Melhor banda britânica)    | Nomeado   |
| 2012 | Muse                       | Best Live Band (Melhor banda ao vivo)         | Nomeado   |
| 2013 | Muse                       | Best Fan Community (Melhor comunidade de fãs) | Vencedor  |
| 2013 | Muse                       | Best Twitter (Melhor twitter)                 | Nomeado   |
| 2020 | Origin of Muse             | Best Reissue (Melhor relançamento)            | Vencedor  |

## Q Awards
O Q Awards é um prêmio britânico anual dado pela revista Q. Muse recebeu 7 prêmios de 20 nomeações.
| Ano  | Nomeado                   | Categoria                                  | Resultado |
| ---- | ------------------------- | ------------------------------------------ | --------- |
| 2001 | Origin of Symmetry        | Best Album (Melhor álbum)                  | Nomeado   |
| 2001 | Muse                      | Best Live Act (Melhor performance ao vivo) | Nomeado   |
| 2002 | Muse                      | Best Live Act (Melhor performance ao vivo) | Nomeado   |
| 2002 | Time Is Running Out       | Best Single (Melhor single)                | Nomeado   |
| 2002 | Time Is Running Out       | Best Video (Melhor video)                  | Nomeado   |
| 2002 | Muse                      | Innovation in Sound (Som inovador)         | Vencedor  |
| 2004 | Muse                      | Best Live Act (Melhor performance ao vivo) | Vencedor  |
| 2004 | Muse                      | Best Act in the World Today                | Nomeado   |
| 2006 | Muse                      | Best Live Act (Melhor performance ao vivo) | Vencedor  |
| 2006 | Black Holes & Revelations | Best Album (Melhor álbum)                  | Nomeado   |
| 2006 | Muse                      | Best Act in the World Today                | Nomeado   |
| 2007 | Knights of Cydonia        | Best Track (Melhor faixa)                  | Nomeado   |
| 2007 | Muse                      | Best Live Act (Melhor performance ao vivo) | Vencedor  |
| 2007 | Muse                      | Best Act in the World Today                | Nomeado   |
| 2008 | Muse                      | Best Act in the World Today                | Nomeado   |
| 2009 | Muse                      | Best Act in the World Today                | Vencedor  |
| 2009 | Uprising                  | Best Track (Melhor faixa)                  | Nomeado   |
| 2010 | Muse                      | Best Act in the World Today                | Vencedor  |
| 2010 | Muse                      | Best Live Act (Melhor performance ao vivo) | Nomeado   |
| 2012 | Muse                      | Best Act in the World Today                | Vencedor  |

## Ligações Externas
- Website oficial do Muse